# Abdul Rahman (konvertit)
Abdul Rahman, född omkring 1965, satt fängslad i Afghanistan anklagad för att ha konverterat från islam till kristendom, och riskerade av den anledningen dödsstraff. Han släpptes dock fri 27 mars 2006 och fick politisk asyl i Italien.